# Dongusuchus
Dongusuchus (wat in het Grieks de 'Donguz-rivierkrokodil' betekent, naar het gebied waar het type-exemplaar werd gevonden) is een geslacht van uitgestorven archosauriërs. Fossielen zijn gevonden in de Donguz-formatie die uitsteekt op de oevers van de rivier de Donguz in de oblast Orenburg in Rusland. Ze worden geassocieerd met de verzameling fossielen die de Eryosuchus Fauna wordt genoemd naar de capitosauride Eryosuchus, het meest voorkomende organisme dat uit de verzameling wordt gevonden. De vindplaats dateert uit het Anisien en het Vroeg-Ladinien van het Midden-Trias.
De typesoort Dongusuchus efremovi werd in 1988 benoemd en beschreven door Andrej Gerasimowitsj Sennikow. De soortaanduiding eert Iwan Antonowitsj Jefremow.
Het holotype is PIN 952/15-1, een linkerdijbeen. Daarnaast zijn talrijke andere dijbeenderen en ellepijpen de paratypen. In 1990 werd een halswervel toegewezen, specimen PIN 2866/37.
Dongusuchus werd ongeveer anderhalve meter lang.
Sennikov (1988) en Gower & Sennikov (2000) suggereerden dat Dongusuchus een tengere rauisuchiër was met een lange, in een S-profiel gebogen nek, in tegenstelling tot de meer typische robuuste Rauisuchia met korte nek die later in het Trias verschenen. Meer recentelijk betoogde Nesbitt (2009) dat Dongusuchus hoogstwaarschijnlijk een niet-archosaurische archosauriform vertegenwoordigt. Volgens Nesbitt (2009) suggereren de slecht afgetekende crista tibiofibularis en de afwezigheid van een duidelijk uitsteeksel aan de voorste binnenkant van het bovendeel van het dijbeen bij Dongusuchus dat het geen lid is van Archosauria. Hoewel Gower en Sennikov (2000) suggereerden dat de duidelijke S-vorm van het dijbeen van Dongusuchus uniek is, is een vergelijkbare vorm aanwezig in de dijbeenderen van sommige phytosauriërs. Een scheenbeen van een paratype bleek ook nauwer verwant aan Euparkeria en phytosauriërs, op basis van zijn bolle en afgeronde onderste oppervlak. Bovendien mist het bovenvlak van het scheenbeen een eigenschap die aanwezig is bij bijna alle pseudosuchiërs, een uitholling op de buitenste gewrichtsknobbel. Nesbitt wees Dongusuchus toe aan Archosauriformes op basis van de volgende kenmerken: het dijbeen heeft een lage vierde trochanter en de distale gewrichtsknobbels zijn niet duidelijk breder dan de schacht. Deze eigenschappen suggereren dat Dongusuchus een archosauriform was, meer afgeleid dan Erythrosuchus.
Dongusuchus werd ook uitgesloten van Archosauria door Niedźwiedzki et al. (2014) en een nieuwe grote cladistische analyse van archosauromorfen door Ezcurra (2016) vond dat Dongusuchus het zustertaxon was van de Indiase Yarasuchus. Zowel Dongusuchus als Yarasuchus werden gevonden in een clade met Spondylosoma en Teleocrater door Nesbitt et al. (2017) aan de basis van Avemetatarsalia, waardoor ze nauwer verwant zijn aan de archosauriërs op de tak die naar de vogels leidt. 